# Blepharita timida
Blepharita timida là một loài bướm đêm trong họ Noctuidae.